# Nicolas Verdan
Pour les articles homonymes, voir Verdan.

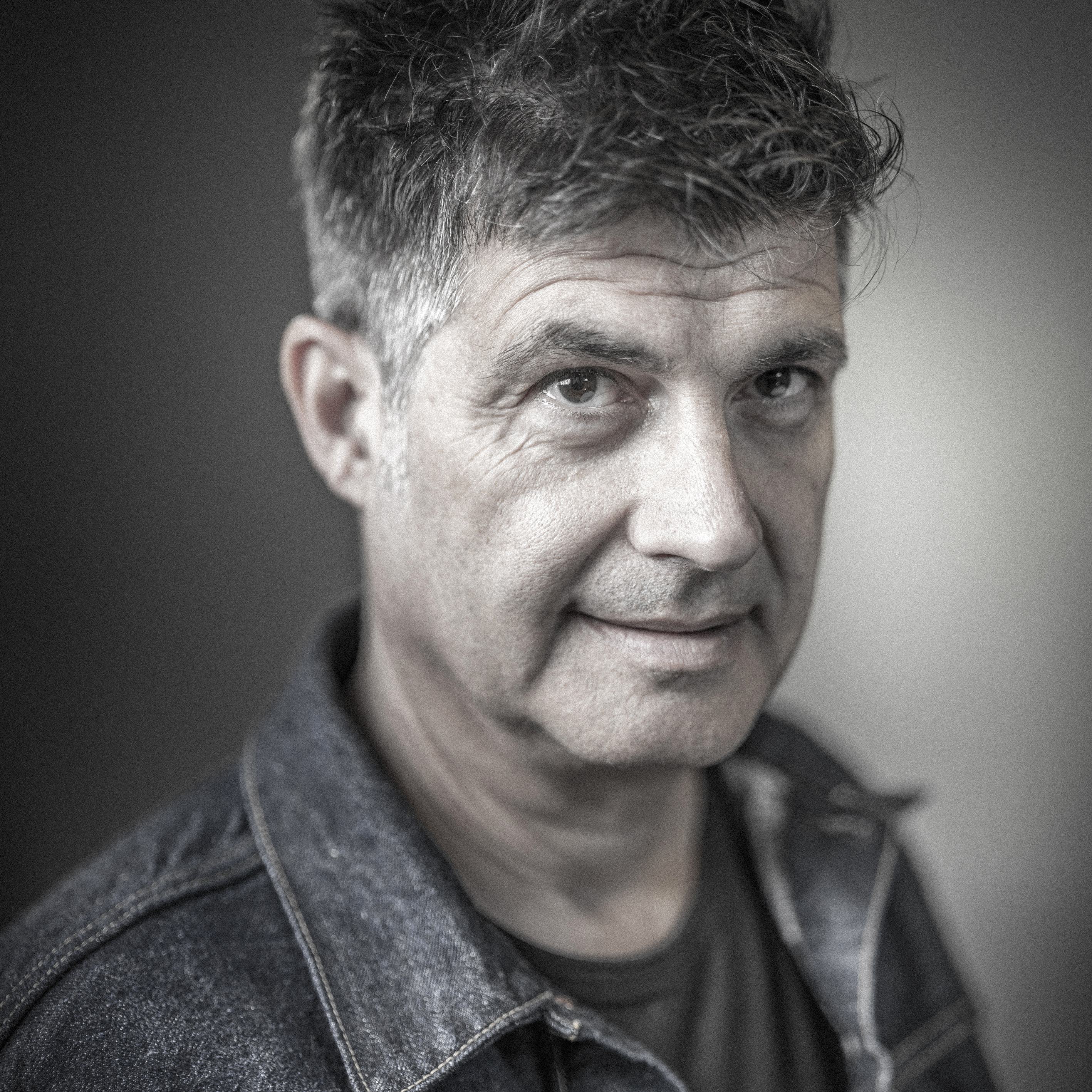
Nicolas Verdan 2023 ©Yves Leresche

Nicolas Verdan, né le 22 février 1971 à Vevey, est un écrivain et journaliste vaudois.

## Biographie
Nicolas Verdan, journaliste indépendant et écrivain, partage sa vie entre la Suisse et la Grèce, sa seconde patrie. 

## Œuvres
- Le Rendez-vous de Thessalonique, Bernard Campiche, 2005Prix Bibliomedia Suisse 2006
- Chromosome 68, Bernard Campiche, 2008
- Saga - Le Corbusier, Bernard Campiche, 2009
- Le Patient du docteur Hirschfeld, Bernard Campiche, 2011Prix du public RTS 2012
- Le Mur grec, Bernard Campiche, 2015Réédition, L'Atalante, coll. « Fusion », 2022
- La Coach, BSN Press, 2018
- Le Mur grec, L'Atalante, 2022
- La Récolte des enfants, L'Atalante, 2023

## Distinctions
- 2006 : prix Bibliomedia Suisse pour Le Rendez-vous de Thessalonique, Bernard Campiche Éditeur, 2005
- 2007 : bourse culturelle Leenaards
- 2012 : prix des auditeurs de la RTS[1], prix Schiller 2012, prix du Roman des Romands 2012 pour Le Patient du docteur Hirschfeld, Bernard Campiche Editeur, 2011
- 2018 : prix du polar Romand pour La Coach, BSN Press, 2018